# سونيا العلي
سونيا العلي (1977 -)، ممثلة ومنتجة أردنية تعيش في الكويت، وهي حاصلة على الجنسية الكويتية. بدايتها الفنية الفعلية كانت في عام 2007 من خلال مسلسل واقعي.

## حياتها مشوارها المهني
ولدت لعائلة أردنية تزوجت من رجل كويتي ونالت الجنسية الكويتية انفصلت عن زوجها قبل دخولها الفن، ابنائها الثلاثة دخلوا الوسط الفني، اذ شارك كل من عبد لله وبدر في مسلسل «بين عصرين» وابنتها الصغرى في فلاشات قناة «فنون».
بداية انطلاقتها الفنية كانت تعمل «ماكييرة»، لكني شعرت أن بمقدورها العطاء في عالم الفن وخوض تجربة التمثيل، فبدأت بتصوير «فلاشات» وبعدها انهالت عليها الأعمال التلفزيونية، وكانت أولى مشاركاتها بمسلسل «البيوت أسرار» وعرض على شاشة الراي عام 2007 غايت بعدها عامين نتيجة لتعرضها لشلل في الوجه أثر عمليات تجميل قامت بها

## خضوعها لعمليات التجميل وفشلها
غابت عن الشاشة لمدة ثلاث سنوات عام 2007  بعد تعرضها لتشويه في وجهها بعد خصوعها لعمليات تجميل فاشلة، بعد اكتشافها أن «كوافيرة»، وليست متخصصة تجميل هي التي حقنتها في وجهها بما يسمى بـ«حقن النضارة»، التي أصابتها بالتهاب صديدي ،وكشفت في حوار لها مع برنامج «كلام نواعم» على قناة إم بي سي، في فبراير 2010، أنها كسرت كل مرايا بيتها عقب رؤيتها تشوه وجهها بعد حقن نضارة فاشلة، وقالت: «إن المحامي طالب بتعويضي، لكن أموال الدنيا لن تعوضني عن لحظة دخولي البيت بعد عمليات إزالة التشويه؛ حيث قمت بتكسير كل مرايا بيتي».
وأوضحت أنها لجأت لمراكز التجميل، بعدما قرأت إعلانا عن خبيرة تجميل، في الصحف، يؤكد أنها خبيرة اختصاصية، ومركزها «فايف ستارز»، وذهبت لها، فحقنت وجنتيها بما يسمى بـ«حقن النضارة» ،وبعد عودتها إلى البيت وإحساسها بالألم ورؤيتها لتغير شكلها إلى الأسوأ، اتصلت بالخبيرة التي ردّت بأن وجهها لم يتحمل حقن النضارة، وطالبتها بحقن أخرى، مضادة للالتهاب، لكنها رفضت، وتفاقم الأمر في اليوم الثاني، حتى إنها لم تستطع أن تفتح عينيها من ثقل وحجم الورم، فذهبت لأحد الأطباء، الذي أكد لها أنها مصابة بالتهاب صديدي، وأجرت 3 عمليات جراحة، لتفريغ ما حقنتها به الخبيرة المزعومة، مشيرة إلى أن الحادث ترك أثرا على خدها الأيمن، وأصيبت بحالة نفسية سيئة، وابتعدت عن الساحة الفنية لفترة طويلة، وانسحبت اجتماعيا من مخالطة الناس بسبب مظهرها، لكنها استبشرت خيرا في جمهورها «الذي يحب روح سونيا، أكثر من شكلها، لذا سوف يتقبلونها، سواء كانت جميلة أو غير ذلك».
وذكرت أن المركز الذي تسبب في تشويه وجهها ما زال يعمل بلا أية معوقات، على رغم أنها اكتشفت، عندما تطور الأمر إلى الشرطة والقضاء، أنها ليست خبيرة تجميل، كما جاء في إعلانها، مشيرة إلى أن حكم القضاء جاء مخيبا لآمالها، حيث اكتفى بتغريم الخبيرة المزعومة بألف دينار فقط،وكشفت أنها دفعت 600 دينار كويتي، في حقن النضارة التي شوهتها، بخلاف 15 ألف دينار للأطباء، لعلاج التشويه.

### عملها كمقدمة برامج
تدرّبت في قناة العدالة على التقديم التلفزيوني والمراسلات الإعلامية، وعملت سابقاً في قناة الشاهد، لكني لم أكمل لأسباب خاصة بالعمل ذاته، وعندما انتقلت إلى العدالة وجدت أن إدارتها تولي اهتماماً كبيراً لجيل الشباب ما دفعها إلى الاستمرار.

## قضيتها مع المنتج نايف الراشد
في ديسمبر 2012 قضت الدائرة الجزائية الأولى بمحكمة الاستئناف بإلغاء براءة «ميسون جلال العلي» والشهيرة بــ «سونيا العلي» الصادر عن محكمة أول درجة وقررت المحكمة إلزامها بتقديم تعهد شخصي تلتزم فيه بالمحافظة على حسن السلوك علاوة على إلزامها بتعويض للمنتج نايف الراشد، بسبب ما تضمنه تصريحها الذي أدلت به لإحدى الصحف المحلية تحت عنوان «سونيا العلي: المخرجون يختارونني للأدوار الجريئة بسبب مقوماتي الجمالية» من عبارات وألفاظ كان من شأنها المساس بسمعة وكرامة المنتج الراشد.
وقد جاء حكم محكمة الاستئناف بعد الاستماع لدفاع الراشد عبر محاميه مزيد اليوسف والذي بين في مرافعته للمحكمة أن الخط الفاصل ما بين إطلاق العنان لحرية القلم بالتعبير، وبين إنزال العقاب صاحبه يكمن في التزام حدود النقد الموضوعي الخالي من قصد الإساءة أو الكيد للغير تحت ذريعة حرية الرأي، وأنه متى تجاوز القلم زواجر القانون وتجرأ على كرامة الناس صار فاسدا وتحتم تقويم اعوجاجه بعصا العقاب الجزائي، ا من الواجب تعويض المضرور بما يجبر أذاه المعنوي بسبب شططه هذا وتجرئه على كرامة الآخرين.
يذكر أن المنتج نايف الراشد كان قد قصر اتهامه على «ميسون جلال العلي» فقط، من دون رئيس التحرير ولا الصحافي المستضيف لها، وذلك لعدم رغبته الزج بهما في اتهام يرى فيه الراشد – على حد قوله - أنهما كانا ضحية استغلال الضيفة «ميسون العلي» لصفحة الجريدة للنيل من سمعته عندما تسللت من خلال الحوار الصحافي معها والذي كان مخصصا لسرد معاناتها مع من شوه وجهها بحقنة ملوثة في الصالونات النسائية، إلى سب وقذف المنتج نايف الراشد ومحاولة الحط من قدره عند الجمهور.

## أعمالها

### من المسلسلات
| سنة الإنتاج | اسم المسلسل      | الشخصية |
| ----------- | ---------------- | ------- |
| 2007        | واقعي            |         |
| 2007        | هذا ولدنا        |         |
| 2007        | في البيوت أسرار  |         |
| 2007        | قتالة الشجعان    |         |
| 2009        | الحب الكبير      |         |
| 2011        | باب الفرج        |         |
| 2012        | بين الماضي والحب |         |
| 2012        | عجب              |         |
| 2013        | البيت بيت أبونا  |         |
| 2015        | صديقاتي العزيزات |         |
| 2016        | خمس خوات         |         |
| 2016        | حريم أبوي        |         |

## روابط خارجية
- سونيا العلي على موقع قاعدة بيانات الأفلام العربية